# Ilava
Ilava (în germană Illau, în maghiară Illava) este un oraș din Slovacia cu 5.440 locuitori.

## Personalități născute aici
- Mária Bieliková (n. 1966), specialistă în informatică.

## Demografie
| An:                | 1994 | 2004   | 2014   | 2024   |
| ------------------ | ---- | ------ | ------ | ------ |
| Număr de persoane: | 5472 | 5451   | 5479   | 5522   |
| Diferență:         |      | −0,38% | +0,51% | +0,78% |

| An:                | 2023 | 2024   |
| ------------------ | ---- | ------ |
| Număr de persoane: | 5558 | 5522   |
| Diferență:         |      | −0,64% |